# Museu Dornier

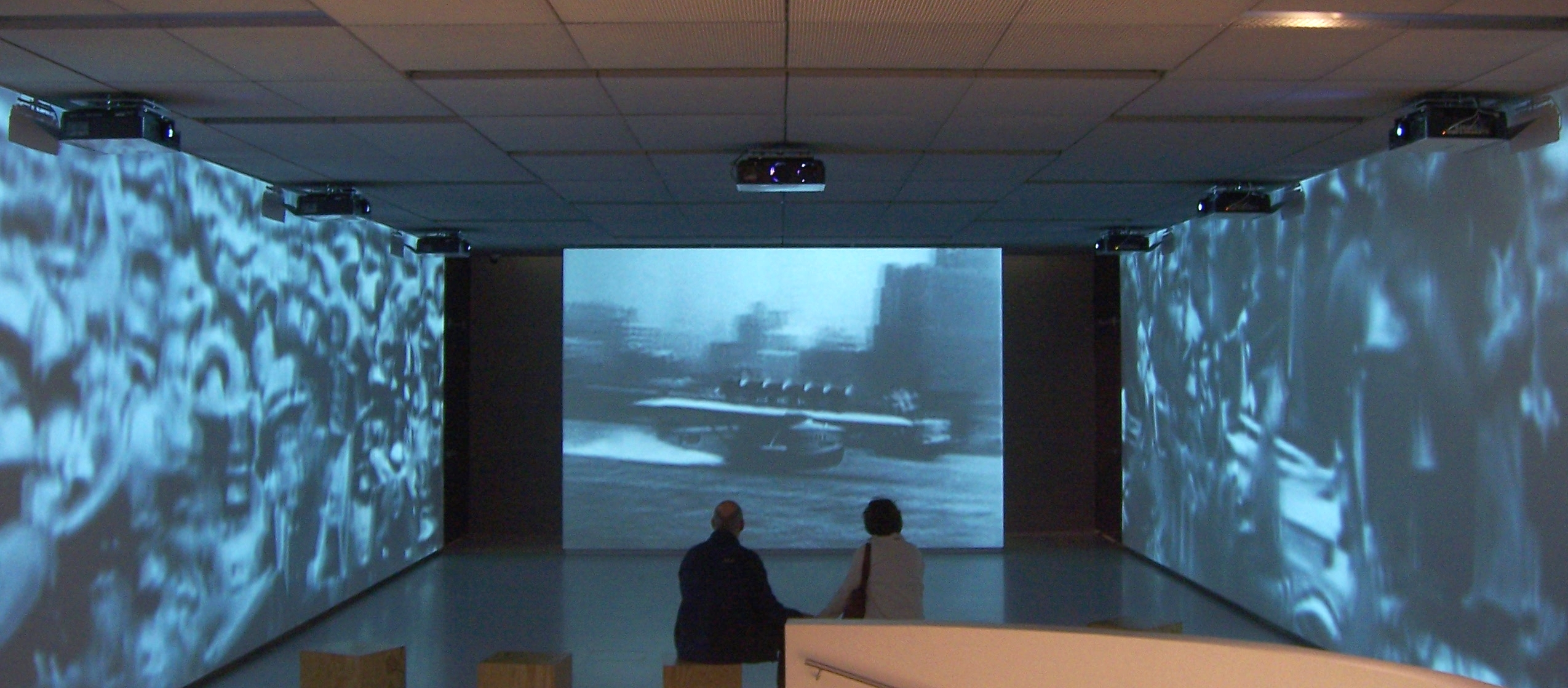
Museu Caixa

O Museu Dornier em Friedrichshafen é um museu dedicado à realização pioneira de Claudius Dornier e da empresa Dornier Flugzeugwerke, que foi incorporada pela EADS. O iniciador do museu é o terceiro filho de Claudius Dornier, Silvius Dornier, e suportado financeiramente pela Dornier-Stiftung für Luft- und Raumfahrt, fundação a qual pertence também a Daimler AG.
Desde 2005 o museu vem juntando aviões Dornier, modelos e outros materiais que, a partir de 24 de julho de 2009, foram expostos em uma construção moderna com um parque de 25.000 m², no aeroporto de Friedrichshafen, com arquivo, biblioteca, Restaurante DoX e Loja.

## Exposições
- Dornier Merkur
- Dornier Do 27
- Dornier Do 29
- Dornier Do 31
- Dornier Do 228
- Fiat G.91
- Breguet Atlantique
- Dassault-Dornier Alpha-Jet
- Boeing 737-200 Lufthansa Voo Lufthansa 181, a partir de 2022.

## Galeria

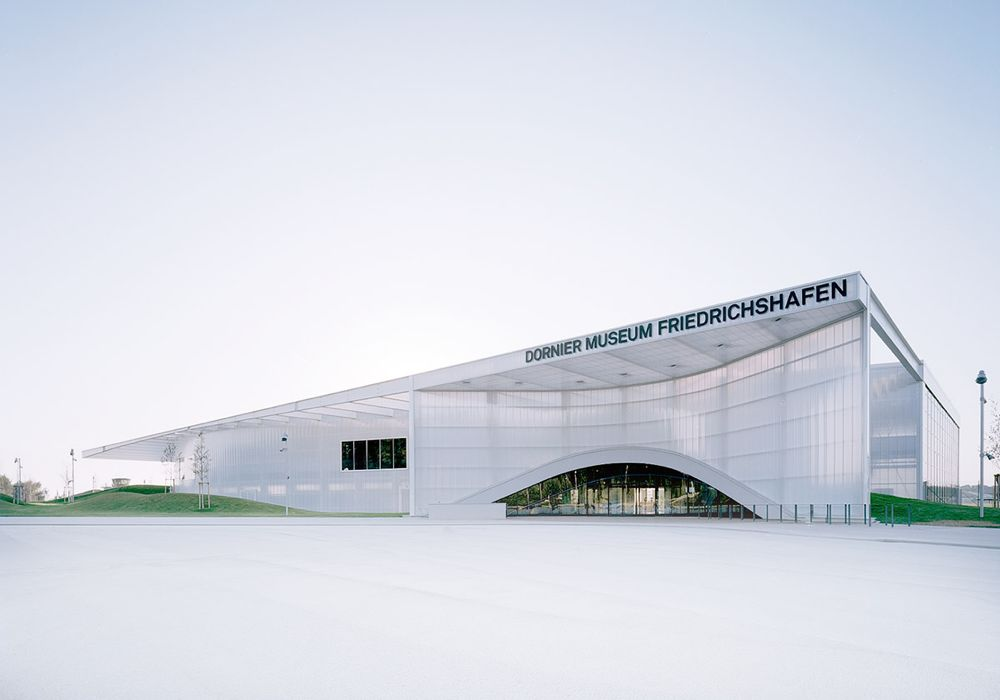
Imagem
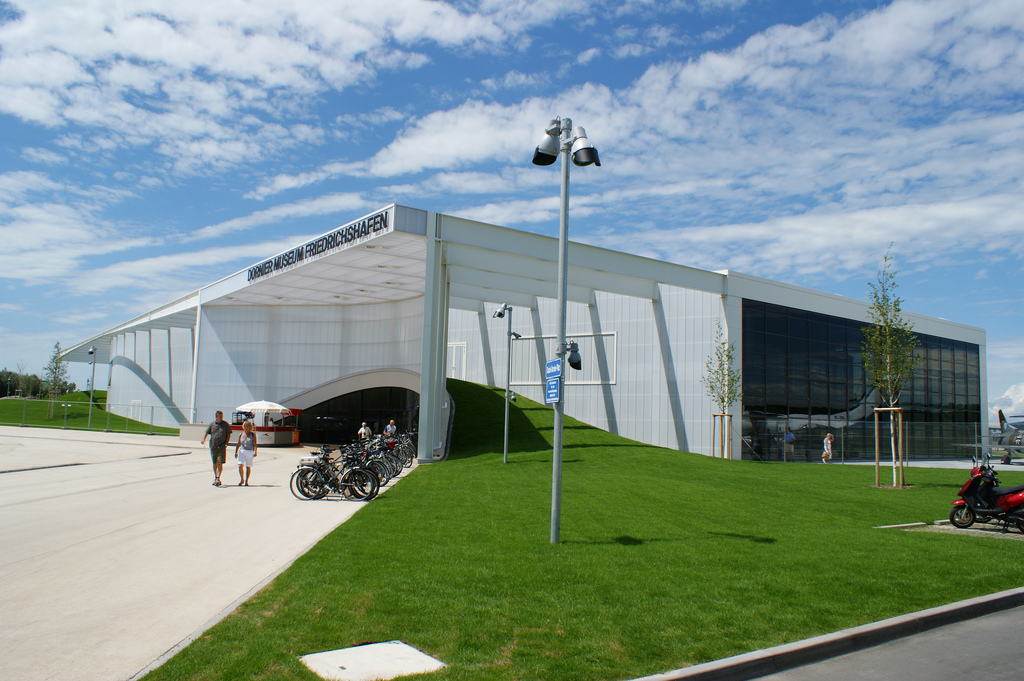
Imagem diurna
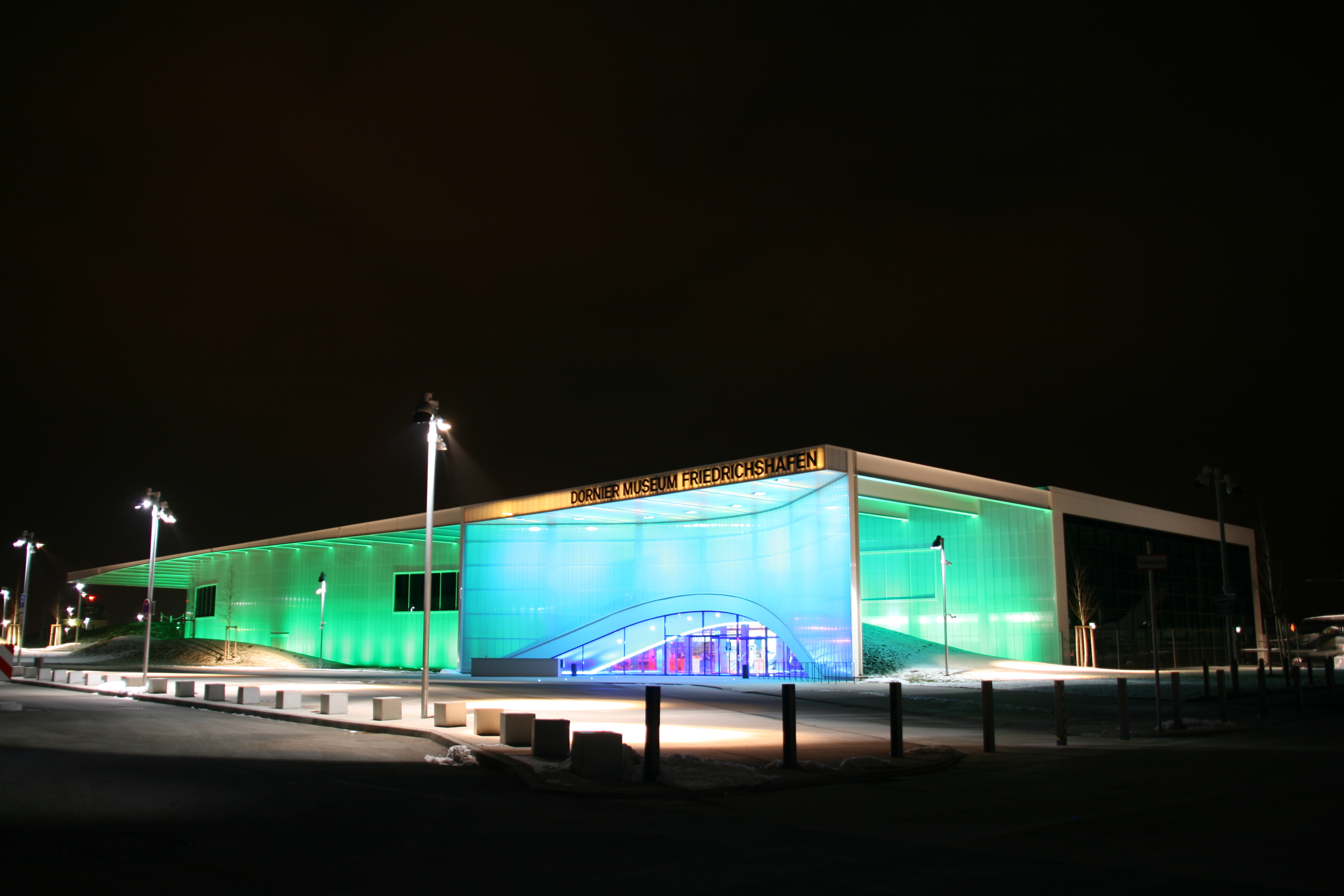
Imagem noturna
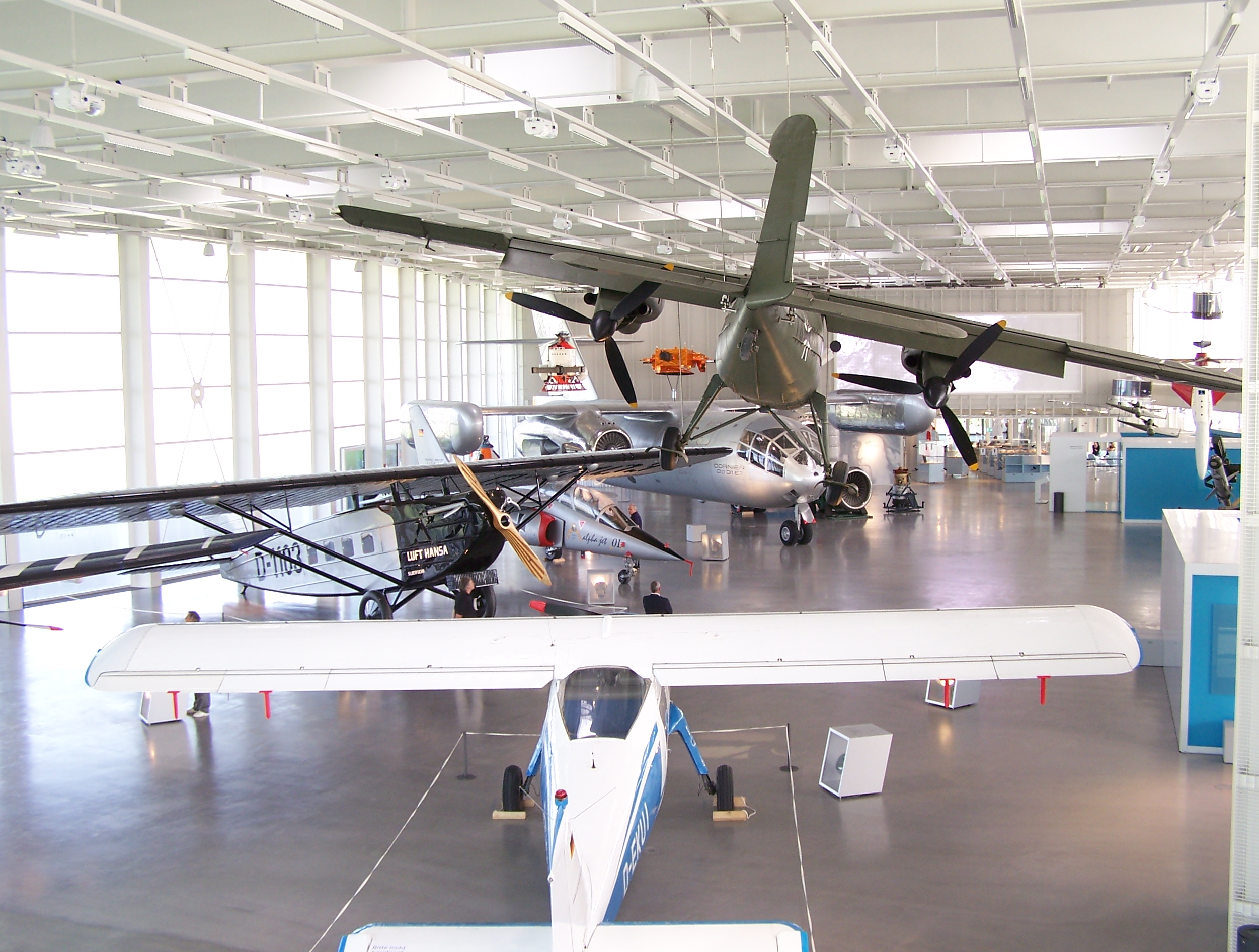
Aeronaves expostas
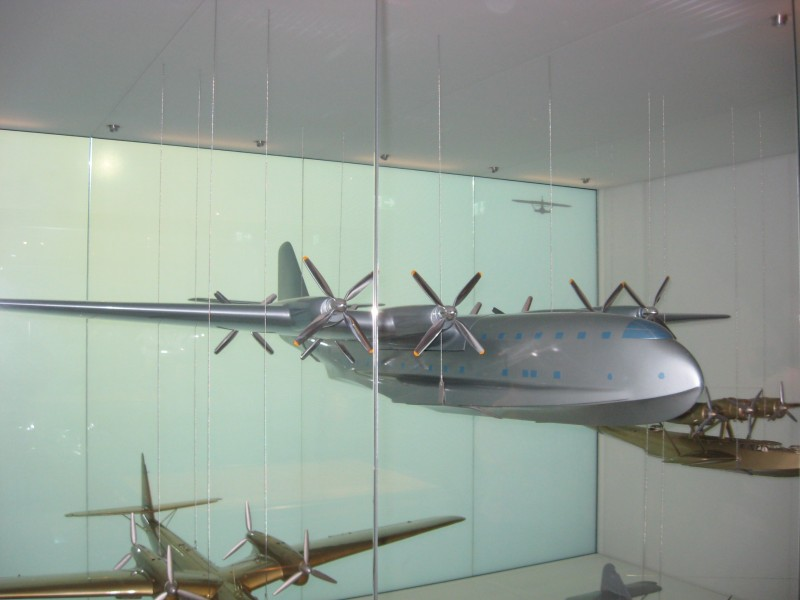
Do214
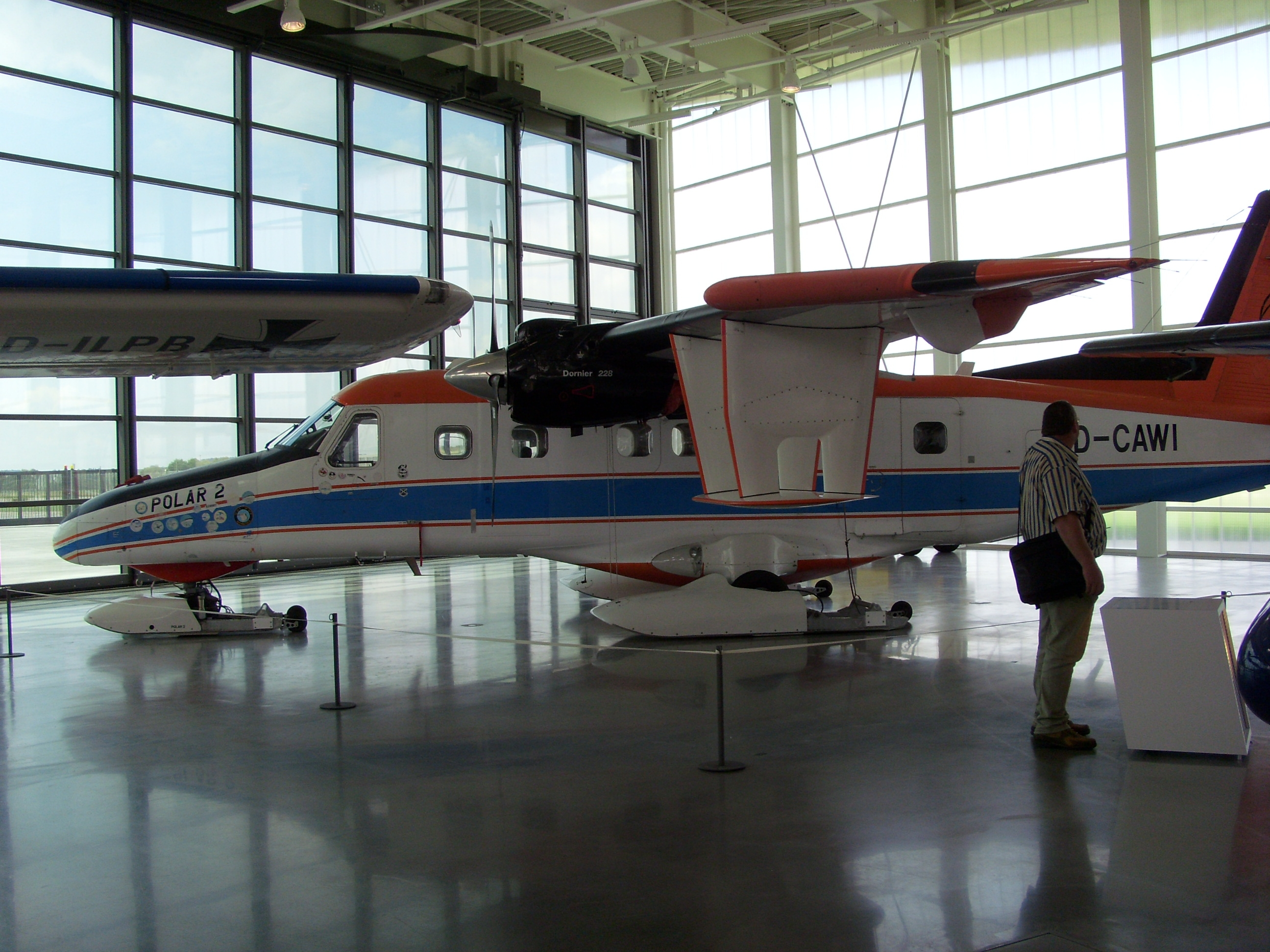
Do228
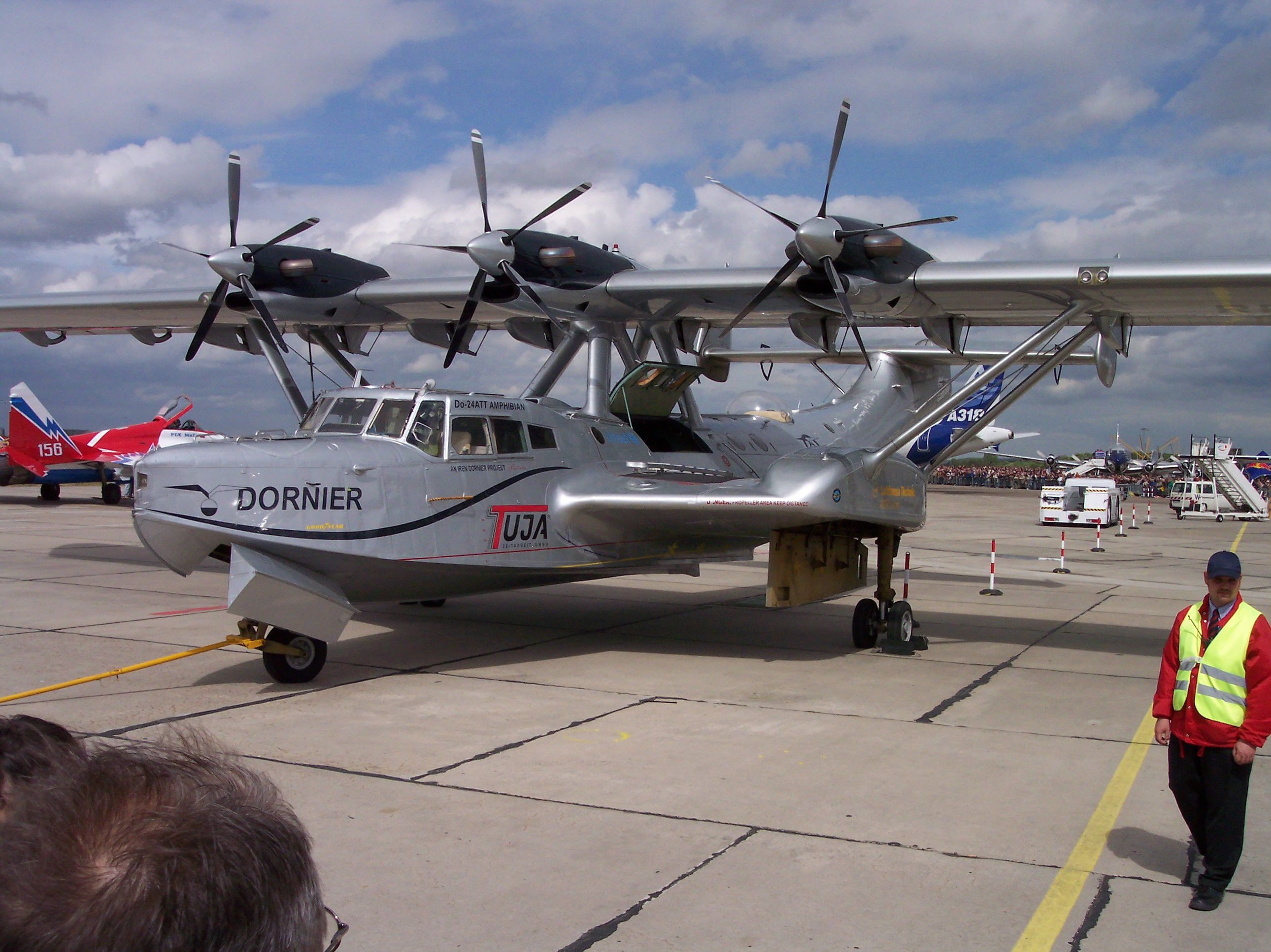
Do24 ATT
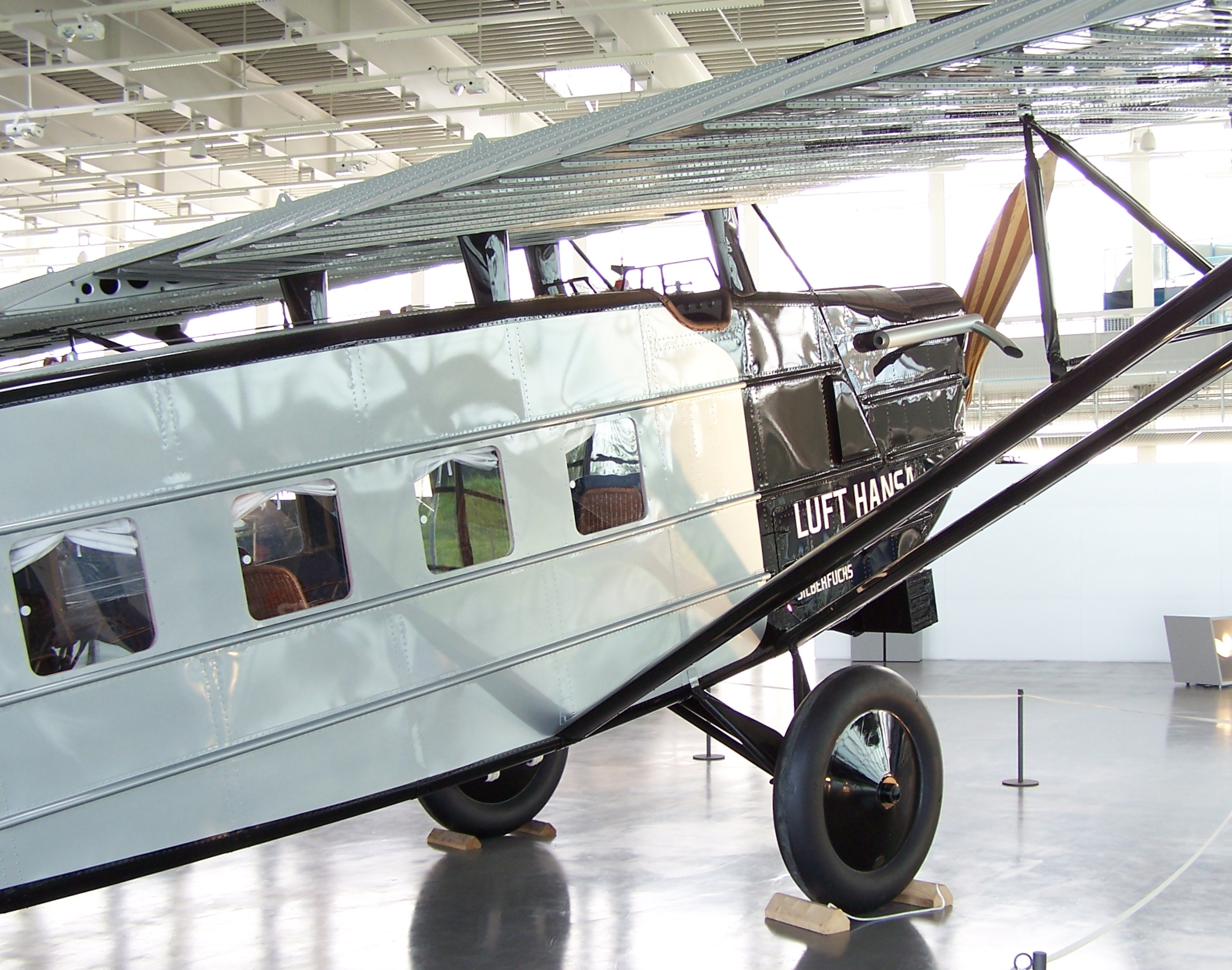
Dornier Merkur Lufthansa
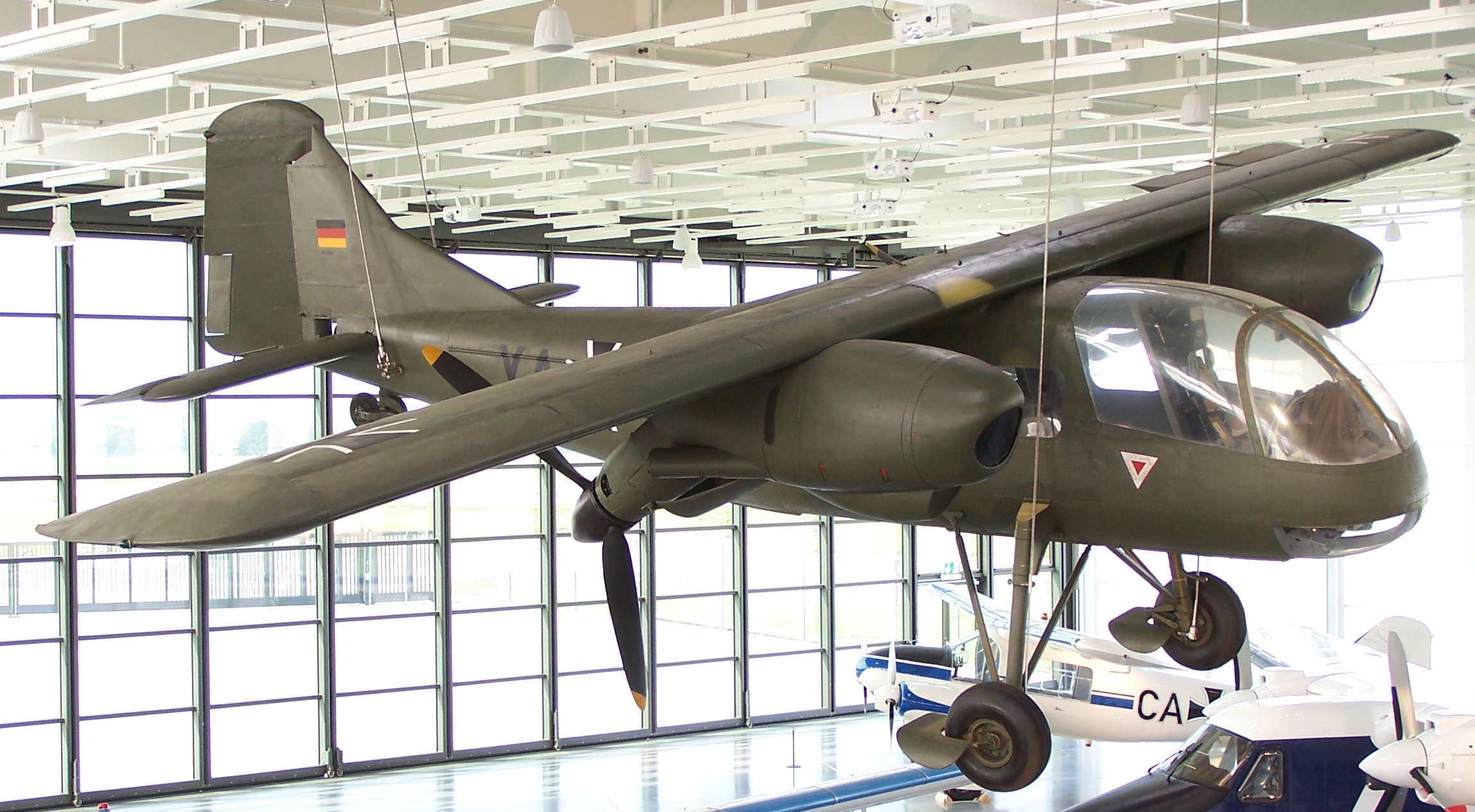
Do29
Do31
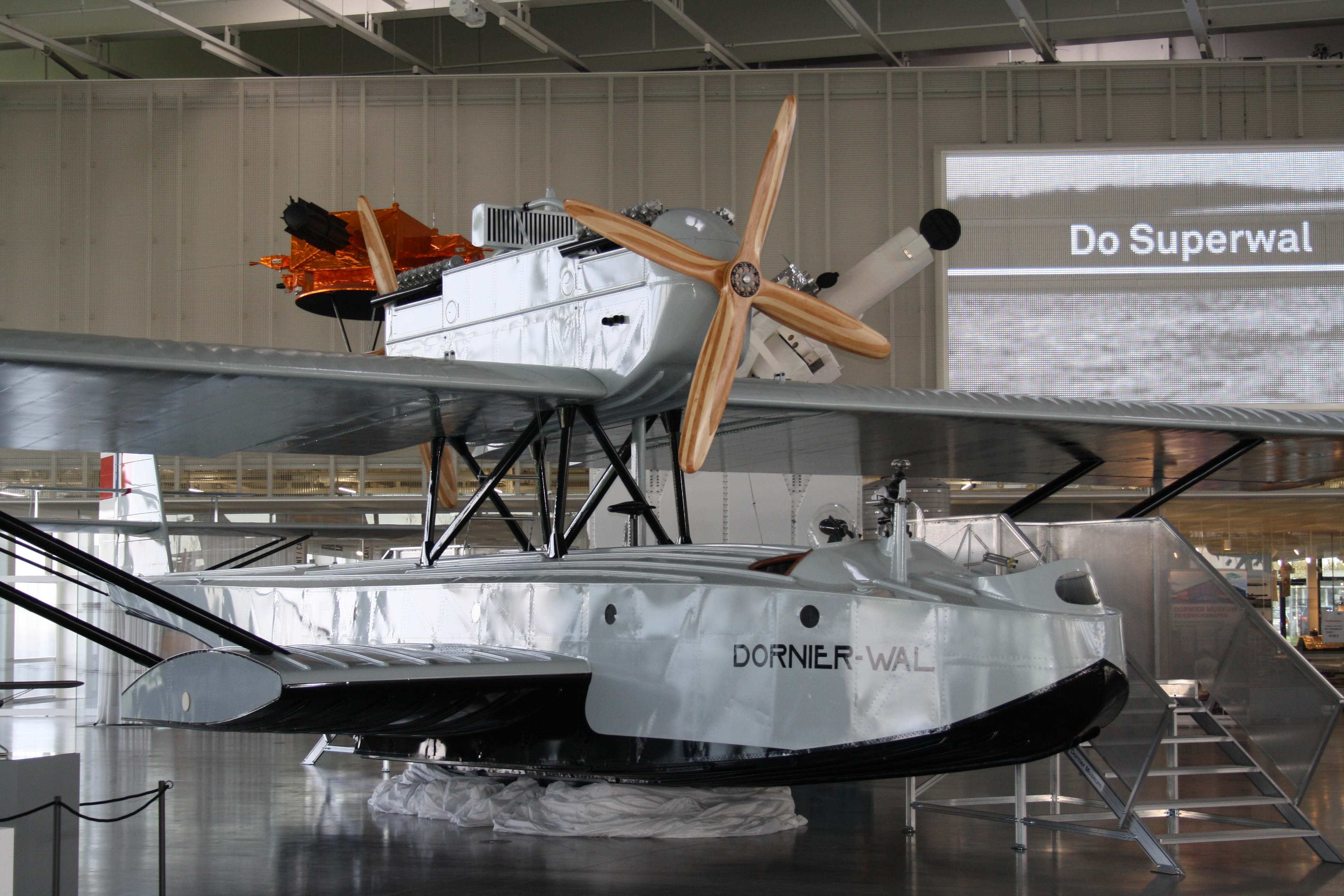
Dornier Wal N25
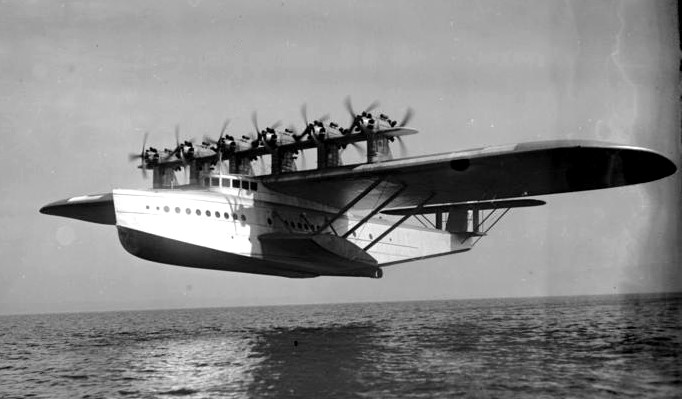
DoX
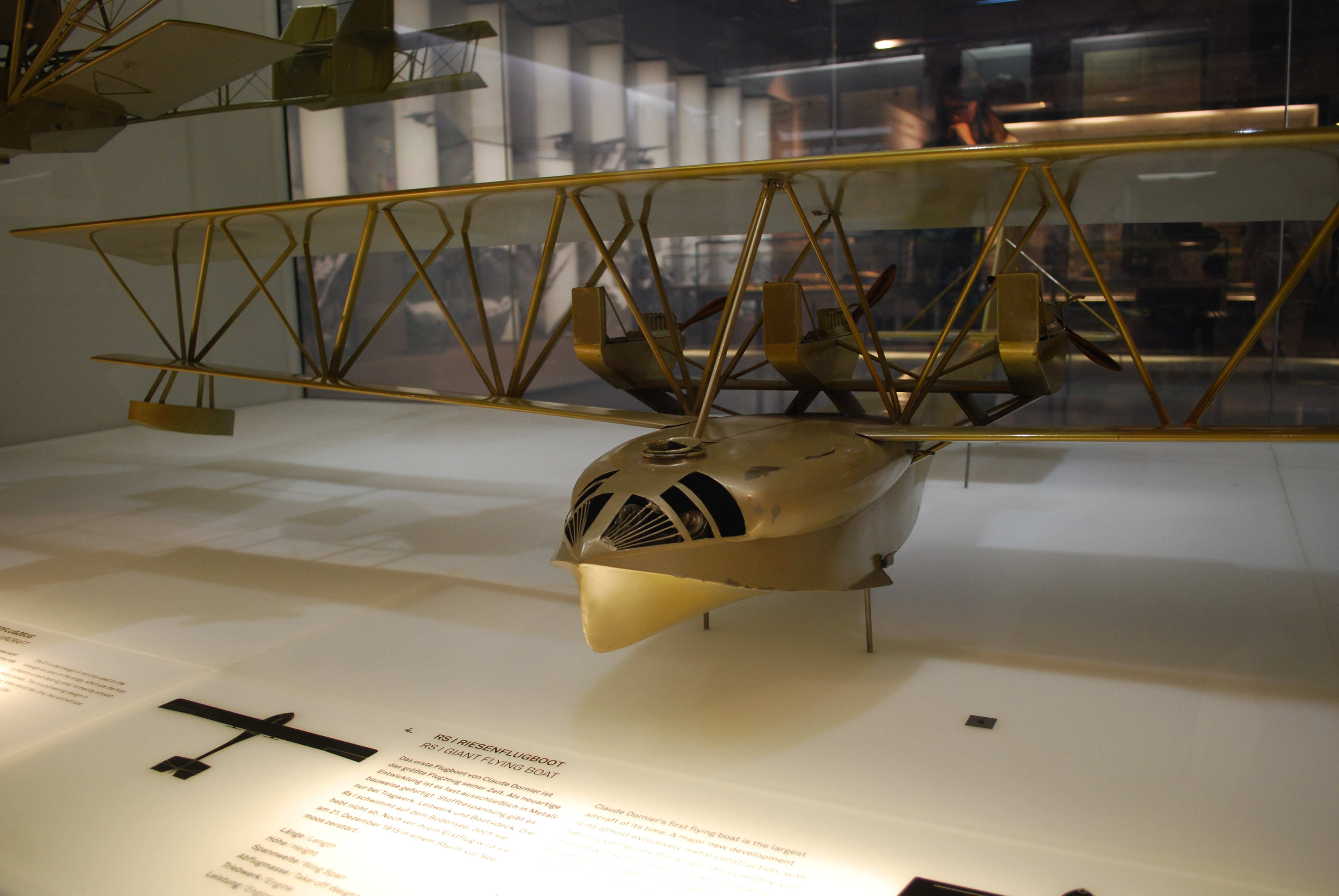
RS1
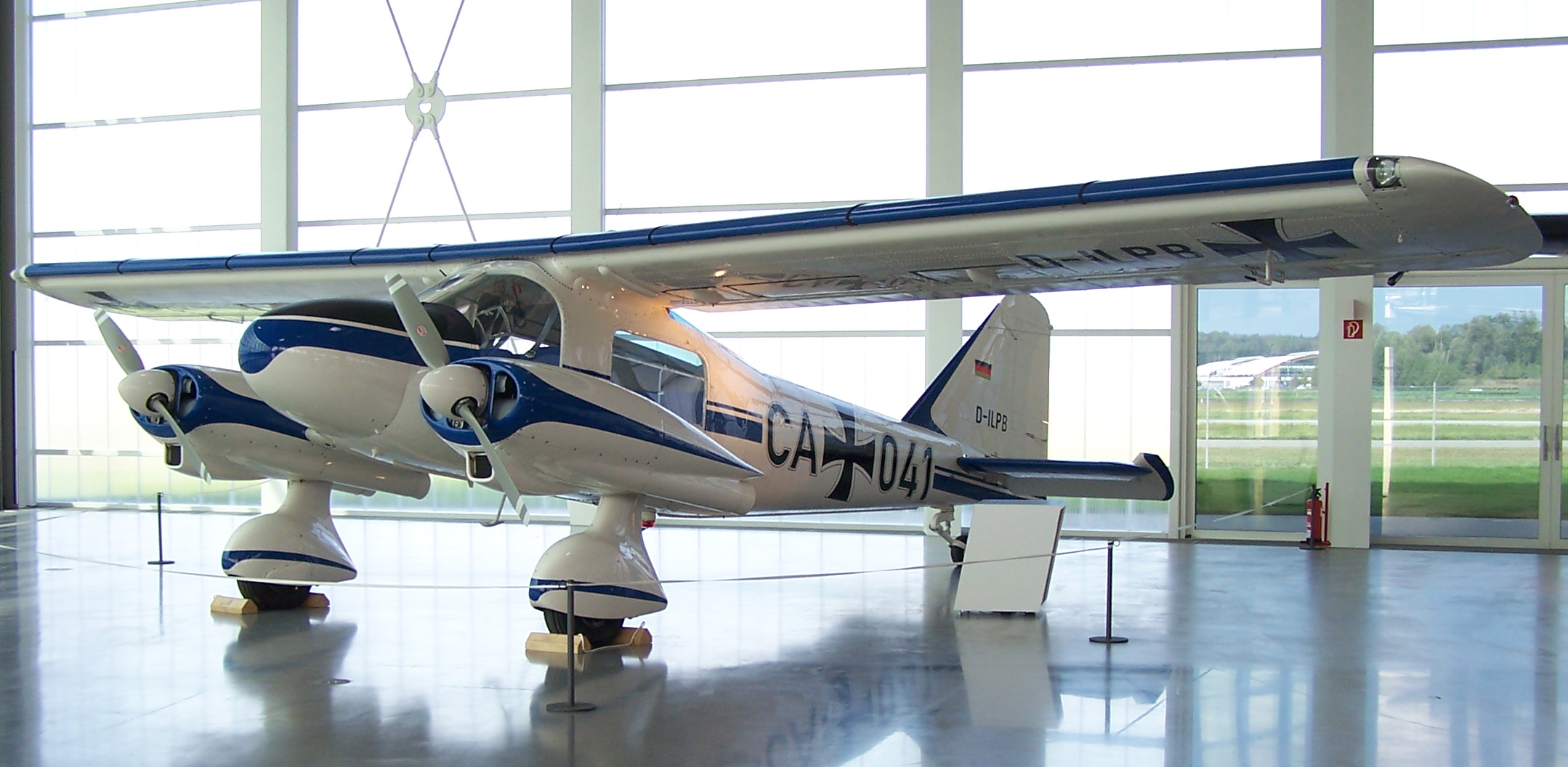
Do28
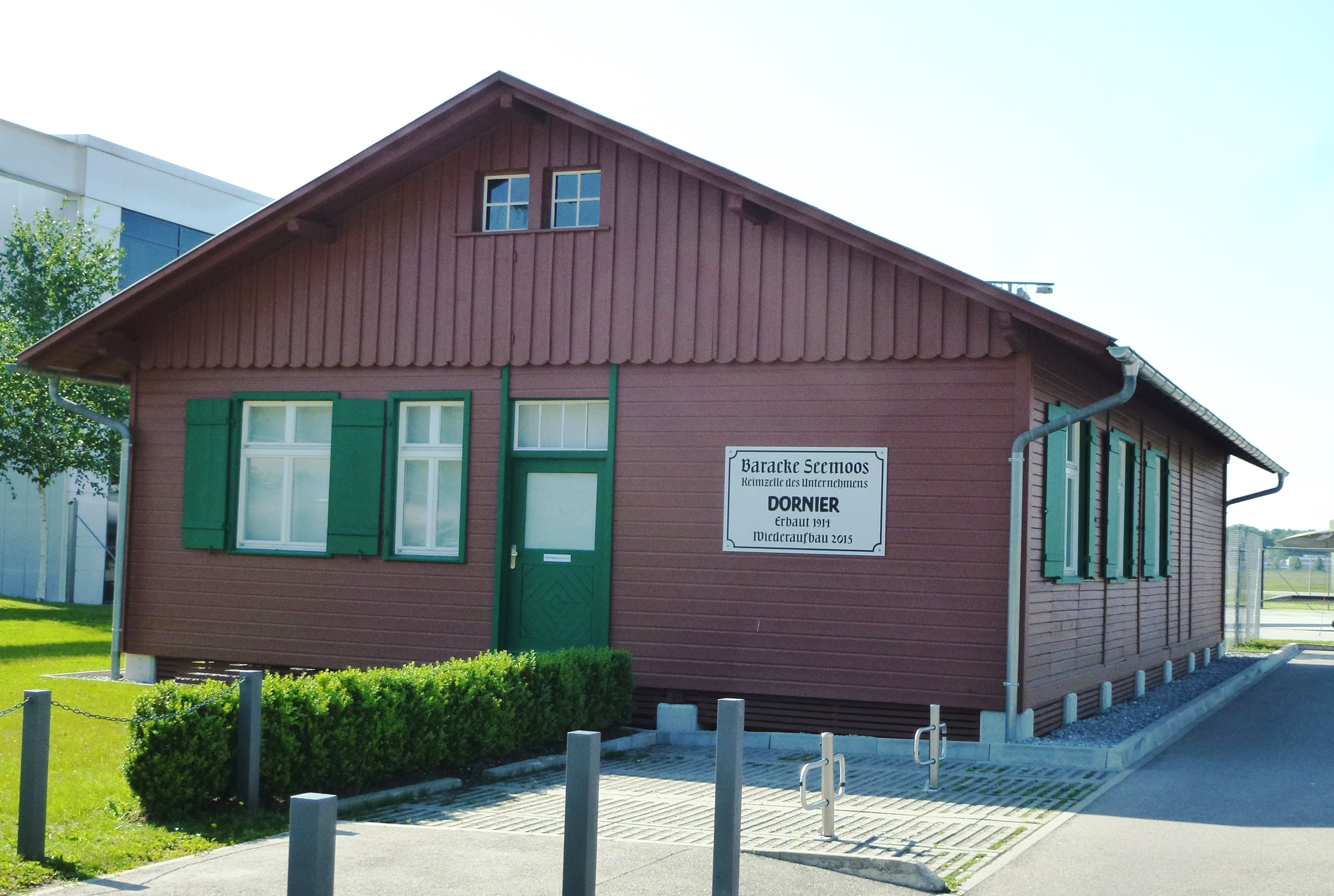
Seemoos 2016